# 石井知章
石井 知章（いしい ともあき、1960年- ）は、日本の政治学者、明治大学教授。中国現代政治が専門。

## 人物・来歴
2006年早稲田大学大学院政治学研究科博士課程修了、「中国社会主義国家と労働組合 中国型政治協商体制の形成過程」で博士（政治学）。共同通信社記者、ILO（国際労働機関）職員を経て、明治大学商学部教授。

## 著書
- 『中国社会主義国家と労働組合 中国型協商体制の形成過程』(明治大学社会科学研究所叢書) 御茶の水書房, 2007.8
- 『K・A・ウィットフォーゲルの東洋的社会論』社会評論社, 2008.4
- 『現代中国政治と労働社会 労働者集団と民主化のゆくえ』御茶の水書房, 2010.4
- 『中国革命論のパラダイム転換 K・A・ウィットフォーゲルの「アジア的復古」をめぐり』社会評論社, 2012.10

### 共編著
- 『一九三〇年代のアジア社会論 「東亜協同体」論を中心とする言説空間の諸相』小林英夫,米谷匡史共編著. 社会評論社, 2010.2
- 『文化大革命の遺制と闘う 徐友漁と中国のリベラリズム』徐友漁,鈴木賢,遠藤乾,川島真共著. 社会評論社, 2013.3
- 『現代中国のリベラリズム思潮 1920年代から2015年まで』編. 藤原書店, 2015.10
- 『現代中国と市民社会 普遍的《近代》の可能性』緒形康,鈴木賢共編. 勉誠出版, 2017.4
- 『文化大革命 〈造反有理〉の現代的地平』明治大学現代中国研究所,鈴木賢共編. 白水社, 2017.9
- 『日中の非正規労働をめぐる現在』編著. 御茶の水書房, 2019.1
- 『香港雨傘運動と市民的不服従 「一国二制度」のゆくえ』周保松,倉田徹共著, 蕭雲 写真. 社会評論社, 2019.11
- 『六四と一九八九 習近平帝国とどう向き合うのか』及川淳子共編. 白水社, 2020.1
- 『ポストコロナにおける中国の労働社会』常凱、王侃、劉剣、ジェーク・リン、澤田ゆかり、梶谷懐、稲垣豊、山口真美、及川淳子、阿古智子共著. 日本経済評論社,　2024.2

### 翻訳
- アンドレイ・ランコフ『スターリンから金日成へ 北朝鮮国家の形成1945～1960年』下斗米伸夫共訳. 法政大学出版局, 2011.1
- 張博樹『新全体主義の思想史 コロンビア大学現代中国講義』及川淳子,中村達雄共訳. 白水社, 2019.6
- 『一八世紀の秘密外交史』カール・マルクス著. カール・アウグスト・ウィットフォーゲル序. 福本勝清編訳. 白水社, 2023.3

### 監修
- 『現代中国の精神史的考察――繁栄のなかの危機』栄剣著. 阿古智子、及川淳子、古畑康雄、大熊雄一郎、村上太輝夫、麻生晴一郎、劉燕子翻訳. 白水社, 2023.9

### その他
- 郝仁『ストする中国　非正規労働者の闘いと証言』郝仁編集. レイバーネット日本国際部翻訳. 彩流社, 2018.11

## 論文
- 石井知章 | CiNii Research